# Ujung Gunong Rayek
Ujung Gunong Rayek is een bestuurslaag in het regentschap Aceh Selatan van de provincie Atjeh, Indonesië. Ujung Gunong Rayek telt 307 inwoners (volkstelling 2010).